# 喜多川花麿
喜多川 花麿（きたがわ はなまる、生没年不詳）とは、江戸時代の浮世絵師。

## 来歴
喜多川歌麿の門人または秀麿の門人といわれる。俗称文治。作画期は享和の頃で洒落本の挿絵を描く。なお寛政頃に洒落本を残している春光園花丸と同一人かは不明。

## 作品
- 『二蒲団』　洒落本　※酔醒水吉作、享和元年（1801年）序